# Sjisjka (berg)
Sjisjka är ett berg i Gällivare kommun, Norrbottens län. Berget, som sträcker sig 717 meter över havet, är beläget intill byn Sjisjka och tillhör Kaitum fjällurskogs naturreservat och Natura 2000-område.